# Жезъл
Жезълът (на гръцки: σχήπτρον), наречен още скиптър, е древен символ на властта (регалия), употребяван още от фараоните. Представлява дълга метална пръчка, която на върха има някакво символично изображение. То може да бъде орел, гълъб, но с навлизането на християнството основно там стои кръст. Може да е изработен от благороден метал и украсен със скъпоценни камъни. Първообраз на жезъла е пастирската тояга, присвоена от църковните архиереи като знак на духовната им пастирска власт. През Средните векове европейските монарси го заменят със съкратен вариант – скиптъра.